# Susana Verdugo
Susana Elena Verdugo Baraona (Santiago de Chile, 10 de octubre de 1955) es una médica y política chilena. Desde 2010 hasta 2012 se desempeñó como Gobernadora de la Provincia de Limarí, de la Región de Coquimbo, Chile.

## Biografía
Es médica cirujana de la Universidad de Chile con especialidad en pediatría reconocida por el Servicio de Salud Coquimbo. Está casada con el médico Fernando Arab Nessrallah y tiene tres hijos. Su educación básica y media la realizó en la comuna de San Miguel en el Colegio Subsercaseaux College y el Liceo N.º 8.
Susana Verdugo Baraona ingresó al Hospital de Ovalle el 1 de abril de 1981, desempeñándose en el Servicio de Pediatría hasta julio de 2009. Durante este tiempo ha ocupado los cargos de Médico Jefe de Servicio de Pensionado, Médico Jefe y Subjefe del Servicio de Pediatría y Subdirector Médico del Hospital. También ha integrado numerosos comités como el Comité Infecciones Intrahospitalarias, Comité de Vigilancia Epidemiológica del Hospital de Ovalle, Comité Sida Pediátrico e Integrante de la Unidad de Capacitación del Hospital de Ovalle los años 2001 y 2002.
Fue gestora y médica responsable de un policlínico para los niños (as) con Síndrome de Down, con tratamiento multidisciplinario desde el año 2003 a la fecha. Ha sido además presidenta de la Sociedad Médico Científica de Limarí, integrante del Comité Violencia Intrafamiliar y Maltrato Infantil, presidenta de la Corporación “Dagoberto Cortés Carvajal” y miembro de la Sociedad Protectora de Animales “Amigos para Siempre”. Encargada del policlínico de diagnóstico, tratamiento y seguimiento de la Enfermedad de Chagas neonatal en el Hospital de Ovalle.
Se adjudicó año 2004 en el primer concurso nacional de proyectos en salud, el proyecto Fondef número SA0412025 Enfermedad de Chagas Congénita evaluación de un modelo de seguimiento clínico, tratamiento médico específico y sus costos en la cuarta región de Coquimbo. 
Adscrita al partido Unión Demócrata Independiente desde 1996 asumió responsabilidades directivas regionales, distritales y comunales. En abril de 2000 es nombrada Mujer Destacada de Ovalle y en 2007 fue nombrada Ciudadana Ilustre de Ovalle por el H. Concejo la I. Municipalidad de Ovalle, reconocimiento a su multifacética labor social y su aporte en los proyectos de modernización del Hospital Antonio Tirado,  trabajos que finalmente condujeron a la aprobación de un nuevo Hospital Provincial para el territorio de Limarí.
En 2009 fue candidata a diputada por el Distrito 8 (Coquimbo, Ovalle y Río Hurtado), perdiendo ante Matías Walker (DC) y Pedro Velásquez (independiente).
En marzo de 2010, el recién asumido Gobierno del Presidente Sebastián Piñera, la designó Gobernadora de la Provincia de Limarí. Su nombramiento causó gran polémica por un video de ella donde hacía una oda a Augusto Pinochet. Durante su gestión fue muy criticada a nivel nacional por entonar una estrofa del himno patrio utilizada durante la dictadura militar y actualmente en desuso, en un acto oficial en Ovalle.

## Historial electoral

### Elecciones parlamentarias de 2009
Diputados para el Distrito 8 (Coquimbo, Ovalle y Río Hurtado)
| Candidato                                | Pacto                                            | Partido | Votos  | %     | Resultado |
| ---------------------------------------- | ------------------------------------------------ | ------- | ------ | ----- | --------- |
| Matías Walker Prieto                     | Concertación y Juntos podemos por más Democracia | DC      | 28.948 | 27,21 | Diputado  |
| Pedro Velásquez Seguel                   | Independiente (Fuera de pacto)                   | IND     | 25.919 | 24,37 | Diputado  |
| Susana Verdugo Baraona                   | Coalición por el Cambio                          | UDI     | 18.936 | 17,80 |           |
| Daniel Manouchehri Moghadam Kashan Lobos | Concertación y Juntos podemos por más Democracia | PS      | 14.753 | 13,87 |           |
| Miguel Alvarado Ramírez                  | Nueva Mayoría para Chile                         | ILC     | 6.794  | 6,39  |           |
| Adriana Peñafiel Villafañe               | Coalición por el Cambio                          | CH1     | 4.915  | 4,62  |           |
| Ana Victoria Durruty Corral              | Chile Limpio. Vote Feliz                         | ILD     | 2.731  | 2,57  |           |
| Felipe Álamo Barrios                     | Chile limpio Vote Feliz                          | ILD     | 2.471  | 2,32  |           |
| Tirso González Alquinta                  | Nueva Mayoría para Chile                         | ILC     | 905    | 0,85  |           |

### Elecciones parlamentarias de 2013
- Elecciones parlamentarias de 2013, para el Distrito 8 (Coquimbo, Ovalle y Río Hurtado)[5]

| Candidato                  | Pacto                                      | Partido | Votos  | %     | Resultado |
| -------------------------- | ------------------------------------------ | ------- | ------ | ----- | --------- |
| Matías Walker Prieto       | Nueva Mayoría                              | PDC     | 38.593 | 38,51 | Diputado  |
| Susana Verdugo Baraona     | Alianza                                    | UDI     | 19.184 | 19,14 |           |
| Pedro Velásquez Seguel     | Partido Regionalista de los Independientes | PRI     | 16.361 | 16,32 |           |
| Daniel Núñez Arancibia     | Nueva Mayoría                              | PCCh    | 13.393 | 13,36 | Diputado  |
| Joyce Llewellyn Tame       | Alianza                                    | RN      | 5.663  | 5,65  |           |
| Roberto Pérez Cristia      | Partido Humanista                          | PH      | 2.796  | 2,79  |           |
| Daniella Cortés Bauer      | Nueva Constitución para Chile              | IGUAL   | 2.787  | 2,78  |           |
| Elizabeth Pizarro Olivarez | Partido Regionalista de los Independientes | PRI     | 1.413  | 1,41  |           |